# Monoptilon bellioides
Espèce
Monoptilon bellioides est une espèce de plante à fleurs de la famille des Asteraceae, originaire du continent nord-américain.

## Description morphologique

### Appareil végétatif
Cette plante annuelle à port rampant forme un buisson bas qui ne dépasse guère les 3 à 5 cm de hauteur, mais qui peut atteindre jusqu'à 25 cm de diamètre. Les tiges, généralement rougeâtres, sont couvertes de poils blancs hérissés, bien visibles. Les feuilles, qui mesurent environ 1,3 cm de longueur sont peu nombreuses, très étroites et elles aussi couvertes de poils blancs.

### Appareil reproducteur
La floraison a lieu de juin à mai, et parfois une deuxième fois en septembre, si les pluies estivales ont été suffisantes.
L'inflorescence est un capitule constitué de fleurons ligulés blancs, parfois teintés de rose, entourant des fleurons tubulés jaunes. Chaque fleur mesure environ 2 cm de diamètre et possède entre 14 et 20 fleurons ligulés.
Les fruits sont des akènes arrondis et velus, portant à leur sommet quelques écailles courtes et des soies hérissées.

## Répartition et habitat
Monoptilon bellioides pousse sur les replats sablonneux ou gravillonneux des déserts du sud-ouest du continent nord-américain. Son aire de répartition s'étend, au nord, du sud de la Californie à l'ouest de l'Arizona aux États-Unis et vers le sud jusqu'au nord-ouest du Mexique.

## Dans la culture populaire
Elle joue un rôle symbolique important dans le roman de Michael Connelly, L’Étoile du désert.